# Edmund Landau
Pour les articles homonymes, voir Landau.
Edmund Georg Hermann Landau (Berlin, 14 février 1877 - Berlin, 19 février 1938) 
est un mathématicien allemand, auteur  de 253 publications mathématiques, en grande partie sur la théorie des nombres.

## Carrière
Landau étudie les mathématiques à l'université de Berlin et reçoit son doctorat en 1899 et son habilitation (la qualification post-doctorale requise dans les universités allemandes) en 1901.
Il enseigne à l'université de Berlin de 1899 à 1909 et conservera sa chaire à l'université de Göttingen de 1909 jusqu'à son expulsion de l'université par le régime nazi en 1933 du fait qu'il est juif. Dès lors, il ne donnera plus aucun cours dans son pays.
En 1903, Landau donne une démonstration beaucoup plus simple que celle connue alors du théorème des nombres premiers et présente ensuite le premier traitement systématique de la théorie analytique des nombres. Il fait également d'importantes contributions en analyse complexe.
Hardy a écrit que personne ne fut jamais plus passionnément dévoué aux mathématiques que Landau. Ceci est amplement mis en évidence par ses livres sur les fondations axiomatiques de l'analyse et sur la théorie des nombres. 
Il est resté célèbre notamment pour la diffusion et l'usage de notations qui portent son nom : les notations de Landau ({\displaystyle O,o,\Omega ,\Omega _{+},\Omega _{-},\Omega _{\pm }}), 
qui ont en fait en partie été inventées par Bachmann ({\displaystyle O}), et par Hardy et Littlewood ({\displaystyle \Omega }) (on peut cependant lui attribuer la paternité du symbole {\displaystyle o}).

## Sélection d'œuvres

### Théorie des nombres
- Répartition des nombres premiers

(de) Handbuch der Lehre von der Verteilung der Primzahlen, vol. 1, 1909 (lire en ligne) ; Idem, vol. 2, 1909 (lire en ligne)
(de) L’ouvrage complet repris en un volume par Chelsea Publishing Company, 1953.
- Leçons sur la théorie des nombres

(de) Édition originale en allemand : Vorlesungen über Zahlentheorie, 1927 :
Vol. I : Aus der elementaren Zahlentheorie. Aus der additiven Zahlentheorie. (Théorie élémentaire des nombres. Théorie additive des nombres).
Vol. II : Aus der analytischen Zahlentheorie. Aus der geometrischen Zahlentheorie. (Théorie analytique des nombres. Théorie géométrique des nombres).
Vol. III : Aus der algebraischen Zahlentheorie. Über die Fermatsche Vermutung. (Théorie algébrique des nombres. Conjecture de Fermat).
Réimprimé en 1947 en 4 volumes. Repris en 2 volumes par Chelsea Publishing Company, 1950.
- Introduction à la théorie élémentaire et analytique des nombres algébriques et des idéaux.

(de) Édition originale en allemand : Einführung in die elementare und analytische Theorie der algebraischen Zahlen und der Ideale.

### Analyse
- Fondements de l'analyse

(de) Édition originale en allemand : Grundlagen der Analysis (das Rechnen mit ganzen, rationalen, irrationalen, komplexen Zahlen); Ergänzung zu den Lehrbüchern der Differential- und Integralrechnung, Akademische Verlagsgesellschaft M.B.H., Leipzig.
(en) Traduction en anglais par F. Steinhardt : Foundations of Analysis: the Arithmetic of Whole, Rational, Irrational and Complex Number: A Supplement to Text-Books on the Differential and Integral Calculus, Chelsea Publishing Company, 1951, 1960, 1966.
- Introduction au calcul différentiel et intégral.

(de) Édition originale en allemand : Einführung in die Differentialrechnung und Integralrechnung.
(en) Traduction en anglais : Differential and integral calculus, Chelsea Publishing Company, 1934.
- Quelques résultats nouveaux en théorie des fonctions

(de) Édition originale en allemand : Darstellung und Begründung einiger neuerer Ergebnisse der Funktionentheorie.